# Peter Baccini

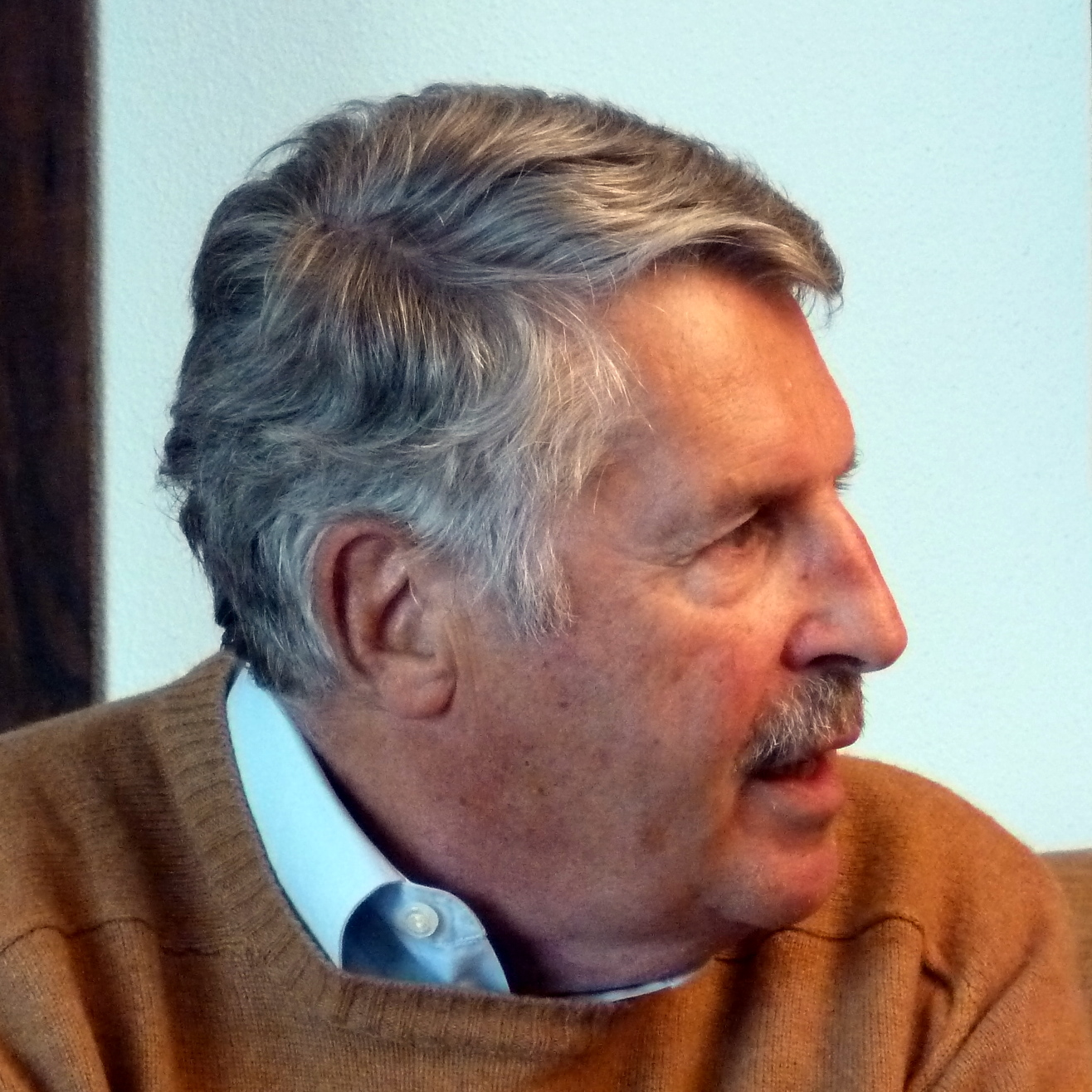
Peter Baccini

Peter Baccini (* 24. September 1939 in Zürich) ist ein Schweizer Naturwissenschaftler. Er ist emeritierter Professor für Stoffhaushalt und Entsorgungstechnik am Departement Bau, Umwelt und Geomatik der Eidgenössischen Technischen Hochschule ETH Zürich. Seine Arbeitsschwerpunkte waren Ressourcen- und Abfallmanagement sowie Ressourcenhaushalt in urbanen Regionen.

## Leben und Wirken
Peter Baccini diplomierte nach Studien in den USA als Naturwissenschaftler der ETH Zürich und promovierte in Koordinationschemie. Hierauf arbeitete er fünf Jahre in der Forschung und Entwicklung in der chemischen Industrie in Basel und 1974 bis 1983 in der Gewässerforschung an der Eawag in Kastanienbaum. Er war 1974 bis 1991 Professeur associé für Umweltchemie an der Universität Neuenburg, 1983 bis 2004 Leiter einer Forschungsabteilung an der Eawag in Dübendorf, wo er die Konzepte und wissenschaftlichen Grundlagen für eine nachhaltige Entsorgung der Schweiz entwickelte, und Gastprofessor an den Universitäten Göttingen und California Riverside (1981) sowie an der Technischen Universität Wien und der Königlich Technischen Hochschule Stockholm (1999). 1991 bis 2004 war er ordentlicher Professor für Stoffhaushalt und Entsorgungstechnik am Departement Bau, Umwelt und Geomatik der ETH Zürich. In einem interdisziplinären Forschungsteam (Ingenieure, Naturwissenschafter, Ökonomen, Architekten) untersuchte er den Ressourcenhaushalt dicht besiedelter Regionen. Von 1994 bis 1996 war er Vorsteher der Abteilung für Kulturtechnik und Vermessung an der ETH Zürich, wo er massgebend zum neuen Studiengang für Umweltingenieurwissenschaften beitrug. In den Jahren 1994 bis 2003 entwarf und leitete er zudem zusammen mit Franz Oswald das transdisziplinär angelegte Stadtentwicklungsprojekt Synoikos, welches zur Netzstadtmethode führte. Die Universität Neuenburg verlieh ihm 2003 die Ehrendoktorwürde. Von 2001 bis 2006 war er Präsident der Akademie der Naturwissenschaften Schweiz (SCNAT), deren Ehrenmitglied er seit 2007 ist. 2013 wurde er mit dem Urban Mining Award ausgezeichnet.
Er ist verheiratet und Vater von zwei Kindern.

## Leistungen
«Eloquent und inhaltlich überzeugend verknüpfte Baccini naturwissenschaftliche mit sozialwissenschaftlichen Disziplinen. Die Berührung mit Praxis und Politik scheute er nicht. Mit beispielloser Voraussicht und unerschöpflicher Energie eröffnet er immer wieder neue Forschungsfelder, die in aller Regel gross genug waren, um jeweils eine neue Generation junger Forscher zu beschäftigen. Er erkannte rasch, dass – um die dringenden Probleme der 1980er Jahre wie Umweltschutz und Ressourcenschonung anzugehen – die Abfallwirtschaft in einen grösseren Rahmen gestellt werden musste. Sein regionaler Ansatz schloss deshalb den gesamten Stoffhaushalt mit ein. Als Naturwissenschaftler gewohnt, methodisch sauber zu arbeiten, entwickelte er mit seinem Team zuerst analytische Werkzeuge zur Erfassung des regionalen Stoffhaushalts. Stoffflussanalysen sind ein ubiquitäres Instrument zur Untersuchung von Prozessen und Systemen weit über die Abfallwirtschaft hinaus geworden. Für Baccini war das nur ein kleiner, erster Schritt. Der nächste war die Zusammenarbeit mit Architekten und Raumplanern, um Morphologie und Metabolismus von Regionen zu verknüpfen. Im beispielgebenden Projekt Synoikos sind die zentralen Fragen diejenigen nach der Funktion und der Gestaltung des zukünftigen urbanen Raums.»

## Schriften
- The Landfill – reactor and final storage. Springer, Heidelberg/Berlin/New York 1989, ISBN 0-387-50694-2.
- Deponierung fester Rückstände aus der Abfallwirtschaft. vdf Hochschulverlag, Zürich 1994, ISBN 3-7281-2108-8.
- Zusammen mit Paul H. Brunner: Metabolism of the Anthroposphere. Springer, Heidelberg/Berlin/New York 1991, ISBN 3-540-53778-3. 3. Neuauflage März 2012, MIT Press, Cambridge MA, ISBN 978-0-262-01665-0.
- Zusammen mit H. P. Bader, G. Henseler, Daniel Oehler und R. Scheidegger: Methoden und Anwendung der betrieblichen Stoffbuchhaltung. vdf Hochschulverlag, Zürich 1995, ISBN 3-7281-2214-9.
- Zusammen mit Franz Oswald: Netzstadt – Transdisziplinäre Methoden zum Umbau urbaner Systeme. 2. Aufl. vdf Hochschulverlag, Zürich 1999, ISBN 3-7281-2702-7.
- Zusammen mit Franz Oswald und Mark Michaeli: Netzstadt: - Einführung in das Stadtentwerfen. Birkhäuser Architektur, Basel/Boston/Berlin 2003, ISBN 3-7643-6962-0. (auch in englischer (Netzstadt – Designing the Urban. ISBN 3-7643-6963-9) und chinesischer Sprache herausgegeben)
- Zusammen mit Daniel Müller und Daniel Oehler: Regionale Bewirtschaftung von Biomasse. vdf Hochschulverlag, Zürich 1995.
- Zusammen mit Hans-Peter Bader: Regionaler Stoffhaushalt. Erfassung, Bewertung und Steuerung. Spektrum Akademischer Verlag, Heidelberg 1996, ISBN 3-86025-235-6.
- Zusammen mit Stan Allen und Marc M. Angélil: Strategischer Raum, Urbanität im 21. Jahrhundert; Strategic Space Urbanity in the 21. Century. Internationales Forum für Gestaltung Ulm (Herausgeber/-in), Anabas Verlag, Wetzlar 2000, ISBN 3-87038-321-6.